# 夜の池
夜の池（よのいけ）は、長野県小県郡長和町にある池。一夜池（ひとよいけ）、野々入の池（ののいりのいけ）とも呼ばれる。

## 地理
美ヶ原東側の山腹、長和町和田野々入に位置し、野々入の池とも呼ばれる。標高990メートル、面積0.9ヘクタール、周囲約1キロメートル、水深は最大で約4メートルである。地すべりによって一夜のうちに出来たものと伝えられており、夜の池または一夜池という名の由来となっている。湧水や沢の水を湛え、水中にはイワナも見られる。古くから自然の温水ため池として、池の水を農業用水に用いており、1940年（昭和15年）にはさらなる食糧増産に役立てようと改修工事が行われた。また当地に上水道が整備される以前は飲料水としても利用されていた。

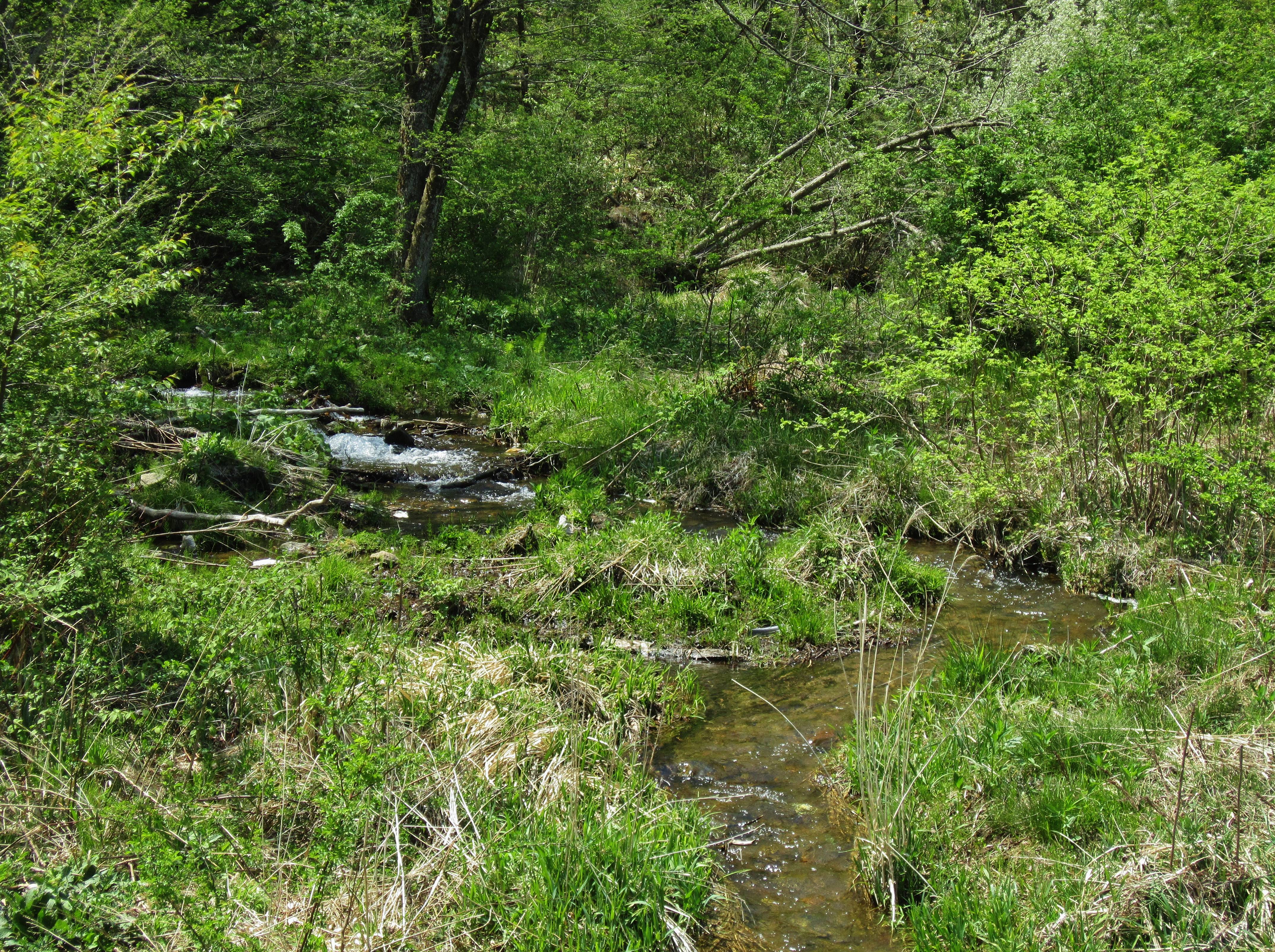
池に流れ込む川
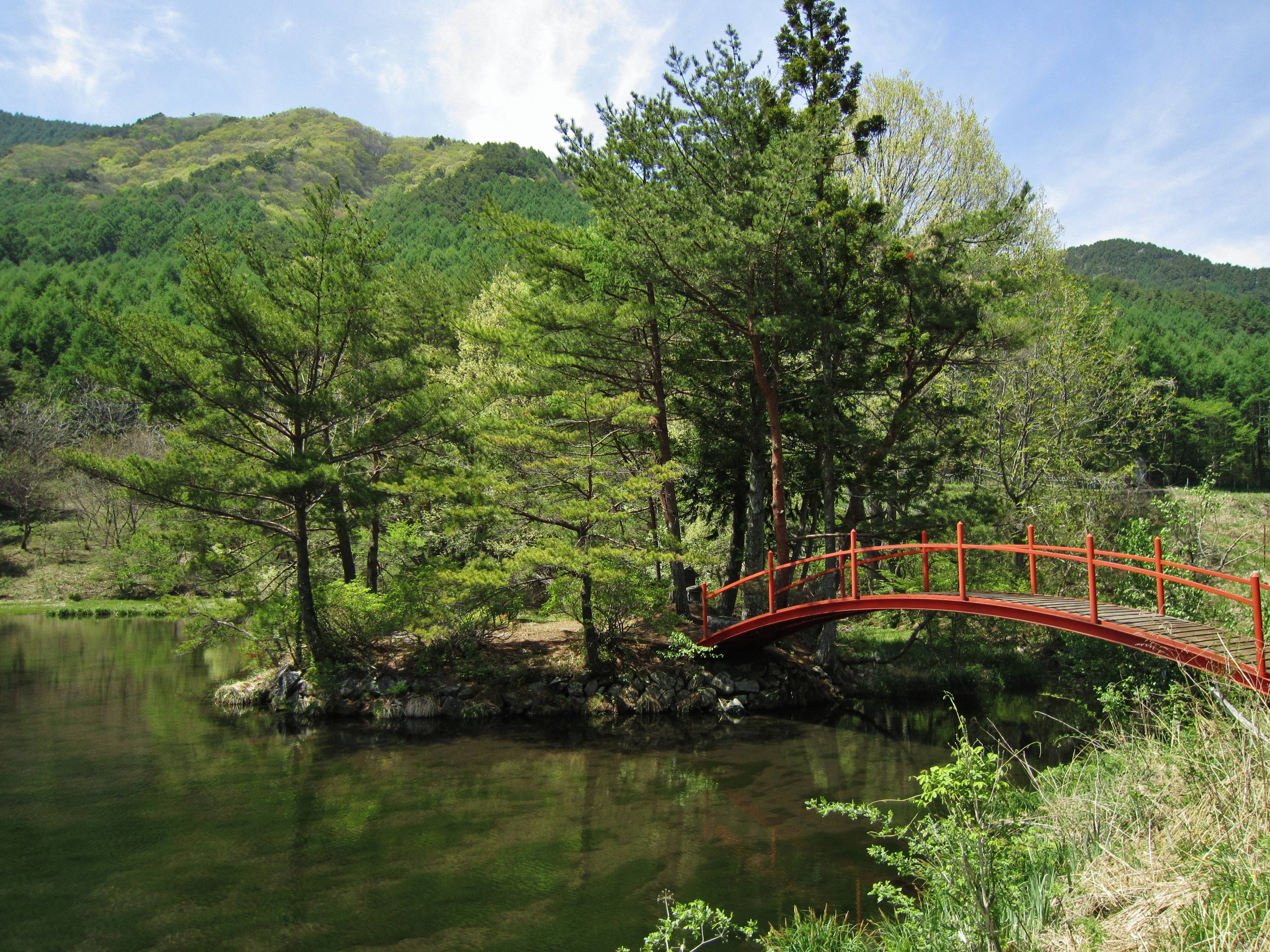
池に浮かぶ島
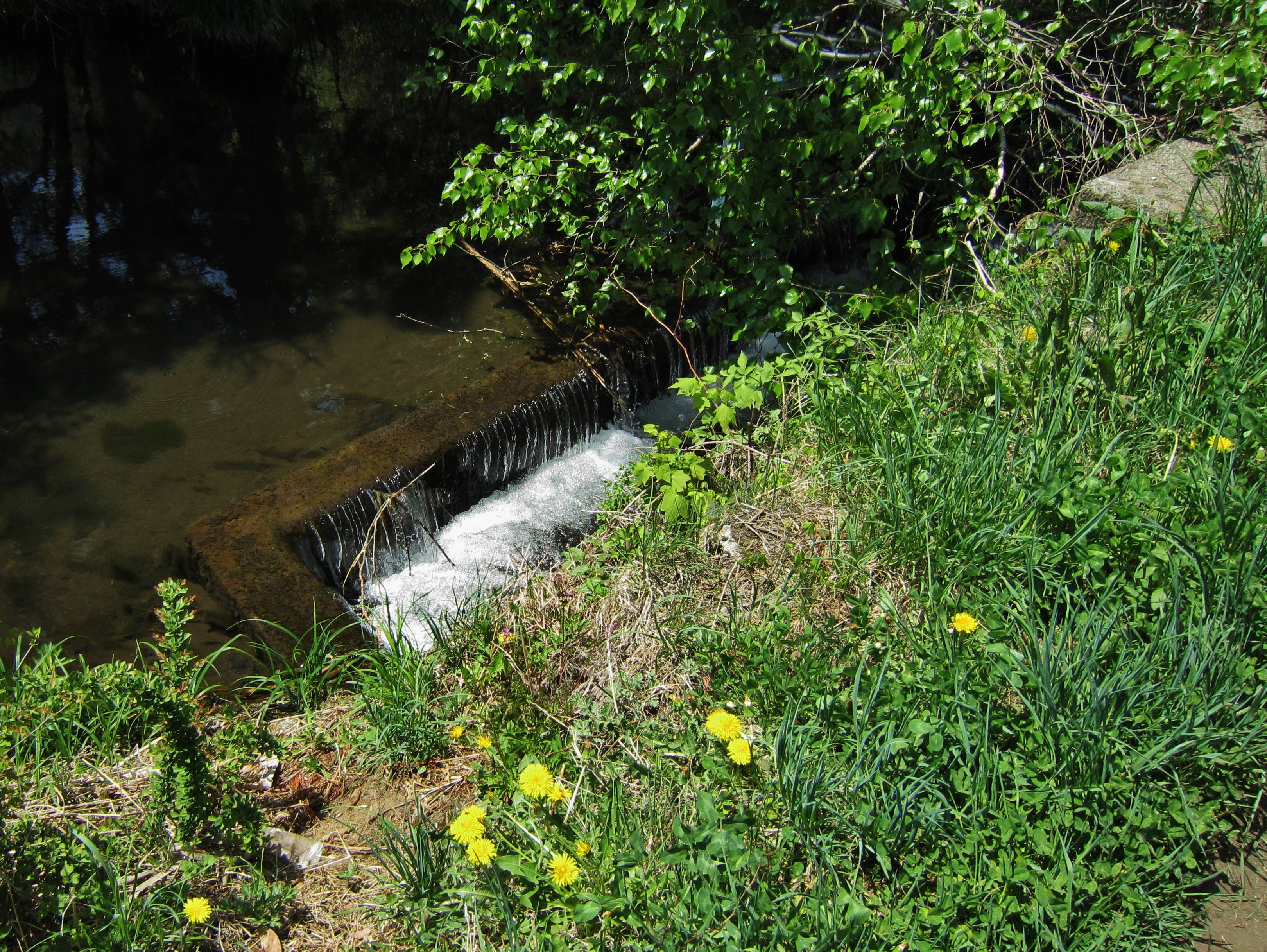
池の放水口

## 伝承
成因
地元に伝わる伝承によると、豪雨が続いた梅雨時の夜、池の頭山の中腹が地すべりを起こし、その跡に雨水が溜まって池が出来たという。この一夜の出来事は地元住民の間で話題となり、夜の池・一夜池と呼ばれるようになった。
河童伝説
江戸時代の文献『信濃国蓼科山略伝記』には、河童の仕業によって夜の池が作られたとする伝説が記されている。その河童は元々、雨境峠の街道沿いにある赤沼池に住んでおり、道行く人々を化かしたりしていたが、諏訪頼遠という名の侍によって退治されてしまい、移住を余儀なくされた。移住先として河童が自ら一夜のうちに作り上げたのが夜の池であり、元いた赤沼池は河童がいなくなった途端、干上がってしまったという。その赤沼池であるが、現在は女神湖として整備されている。

## アクセス
公共交通機関
JR北陸新幹線・上田駅下車、路線バスで88分間、徒歩3分間。付近に「夜の池」バス停が設置されている。
自家用自動車
長野自動車道・岡谷インターチェンジから30キロメートル、35分間。
上信越自動車道・東部湯の丸インターチェンジから33キロメートル、45分間。
普通車3台分の駐車場がある。